# Iona (Newfoundland en Labrador)
Iona is een verlaten nederzetting in de Canadese provincie Newfoundland en Labrador. De plaats bevond zich op een kleine archipel voor de zuidkust van Newfoundland en werd verlaten midden de jaren 1950. 

## Geografie
De plaats Iona bestond uit bebouwing verspreid over twee eilanden. Het betrof het noordelijke "Lower Island" (officieel Harbour Island) en het zuidelijke "Upper Island" (officieel Burke Island).
Harbour en Burke Island liggen een kilometer uit elkaar en maken beide deel uit van de Iona-eilanden. Dat is een eilandengroep in het oosten van Placentia Bay, de grootste zuidelijke baai van Newfoundland. De eilandjes liggen een drietal kilometer voor de Newfoundlandse kust.

## Geschiedenis

### 18e eeuw
De nederzetting werd gesticht door Ierse rooms-katholieke immigranten en stond oorspronkelijk bekend als Ram's Island of Ram's Islands. De stichtingsdatum is niet bekend, al was het vermoedelijk reeds vroeg in de 18e eeuw minstens een seizoensgebonden nederzetting. De inwoners verspreidden zich geleidelijk aan over twee verschillende vlak bij elkaar gelegen eilandjes.

### 19e eeuw
In 1836 was Ram's Island(s) met 197 inwoners de grootste eilandgemeenschap in Placentia Bay. De meerderheid van de inwoners was visser, al werd er ook aan landbouw gedaan. Op het zuidelijke eiland kwam midden de 19e eeuw een kerk en een school.
Het inwoneraantal daalde naar 167 in 1845 en verder naar 133 in 1856, maar bleef gedurende de rest van de 19e eeuw stabiel. In 1900 was het merendeel van de bevolking gericht op visserij, met vooral een focus op de kreeftenvangst.

### 20e eeuw
In 1910 werd de naam van de plaats officieel veranderd naar Iona. In 1921 telde Iona nog 100 inwoners.
Door de crisis van de jaren 1930 vertrokken vele mensen die op zoek waren naar een betere economische situatie. De outport werd in die periode daarenboven door enkele rampen getroffen. In 1935 brandde de school af door een blikseminslag en in 1936 brandde ook de kerk af. In 1937 werd het dorp daarenboven het slachtoffer van een bijzonder zware storm. Vrijwel de volledige vissersvloot werd door de storm vernietigd en ook verschillende woningen en gebouwen werden door de golven verzwolgen.
In 1940 stelde de volkstelling slechts 67 overblijvende inwoners vast. In de jaren erna ontvolkte het dorp in sneltempo. In 1945 bleven er nog 46 mensen over en in 1951 waren het er nog maar 36. In het kader van de provinciale hervestigingspolitiek vertrokken begin jaren 1950 ook de laatste achterblijvers.
Vrijwel alle mensen die Iona achterlieten verhuisden naar de drie dichtstbij gelegen dorpen op het vasteland van Newfoundland, met name Ship Harbour, Fox Harbour en Long Harbour.